# Вильбрандт, Адольф
Адольф фон Вильбрандт (нем. Adolf von Wilbrandt; 24 августа 1837, Росток — 10 июля 1911, там же) — немецкий писатель, драматург, редактор, переводчик, театральный деятель, режиссёр, директор Бургтеатра в Вене. Доктор философских наук (1859).

## Биография
Родился в многодетной семье профессора германистики, эстетики и изящной литературы ростокского университета, политика революции 1848 года Кристиана Вильбрандта. Изучал право, потом философию и исторические науки в Ростоке, Берлине и Мюнхене. Получил степень доктора философии.
В 1859—1861 — соредактор газеты «Münchner Neueste Nachrichten», предтечи «Süddeutsche Zeitung» в Мюнхене. В последующие годы работал внештатным сотрудником в Берлине, Ростоке, Франкфурт-на-Майне (Гессен), Риме, куда он отправился с другом художником Гансом Куглером, и с 1865 года в Мюнхене.
Впоследствии поселился в Вене. В 1877—1881 жил попеременно в Германии, Австрии и Италии. В 1881—1887 занимал должность директора венского Бургтеатра.
Позже вернулся в родной город, где и умер в 1911 году.

## Творчество
А. Вильбрандт — автор многих трагедий, драм и комедий. Адольф фон Вильбрандт в настоящее время считается одним из самых исполняемых драматургов своего времени, особое внимание привлекали его исторические драмы.
Часть его произведений вошла в репертуар значительных немецких театров:
- «Der Graf von Hammerstein», драма;
- комедии:
  - «Unerreichbar»,
  - «Jugendliebe»,
  - «Die Maler»,
  - «Ein Kampf ums Dasein»;
- трагедии:
  - «Gracchus der Volkstribun»,
  - «Arria und Messalina»,
  - «Giordano Bruno»,
  - «Nero»,
  - «Krimhild»,
  - «Robert Kerr»,
  - «Natalie»,
  - «Auf den Brettern»,
  - «Die Tochter des Herrn Fabricius»,
  - «Assunta Leoni».

Не меньшим успехом пользовались его новеллы и беллетристические произведения, в которых автор берется за разрешение сложных психологических проблем. Из них заслуживают внимания:
- «Novellen» (Берлин, 1869);
- «Neue Novellen» (Берлин, 1870);
- «Neues Novellenbuch» (Вена, 1875);
- «Novellen aus der Heimat» (Берлин, 1882);
- романы:
  - «Fridolins heimliche Ehe» (Вена, 1875);
  - «Meister Amor» (Вена, 1880);
  - «Menschen und Geister» (Нердлинген, 1864).

Очень ценны его биографии: «Heinrich von Kleist» (Нердлинген, 1863) и «Hölderlin, der Dichter des Pantheismus» (Мюнхен, 1870).
Кроме того, А. Вильбрандт издал ещё «Gedichte» (Вена, 1874) и посмертные сочинения Фрица Рейтера (Росток, 1875), а также занимался переводами, среди прочего, он перевел несколько пьес Софокла («Антигона», «Царь Эдип») и Еврипида, с которыми выступал в Вене, а также ряд произведений Шекспира.

## Награды и премии
Получил множество литературных премий, в том числе
- Премия Франца Грильпарцера (1875)
- Премия Шиллера (Пруссия) (1878)
- Орден Железной короны (Австрия, 1887)
- Премия Франца Грильпарцера (1890)
- В 1884 за достижения в науке и искусстве баварским королём Людвигом II А. Вильбрандт был награждён орденом Максимилиана и возведен в личное (не потомственное) дворянство.

## Память
Именем писателя и драматурга А. Вильбрандта названы улицы в Вене (в районах Дёблинг и Веринг), Ростоке и Шверине.

## Источник
Вильбрандт, Адольф // Энциклопедический словарь Брокгауза и Ефрона : в 86 т. (82 т. и 4 доп.). — СПб., 1890—1907.